# Streptophyta
Streptophyta é uma divisão proposta para o reino Plantae, incluindo as classes de algas verdes ainda muitas vezes agrupadas na divisão Charophyta (excluindo portanto as Chlorophyta) e as plantas terrestres.
Este agrupamento de plantas é filogeneticamente um clado, ou seja, partilham aparentemente um antepassado comum e foi primeiro proposto por Jeffrey (1982) para agrupar as Charales e as Embriófitas e, em 1987 por Bremer et al, para incluir todas as Carófitas. Caracterizam-se por apresentarem células biflageladas (quando persistem nas formas atuais), com os dois flagelos inseridos assimetricamente e com raizes flagelares diferentes. Além destas caraterísticas, realizam mitose aberta com fuso acromático persistente e produzem vários enzimas que não se encontram nos outros tipos de algas verdes.
Lewis & McCourt (2004) propõem, em vez da divisão Streptophyta, uma divisão Charophyta com uma subdivisão Streptophytina incluindo as Charophyceae (apenas com a ordem Charales) e as Embryophyceae (as plantas terrestres).
A divergência entre as algas verdes e as embriófitas parece ter ocorrido há cerca de 700 milhões de anos mas,  além de partilharem as características acima mencionadas, existem várias espécies de Carófitas que vivem em ambientes terrestres.